# Рисова каша

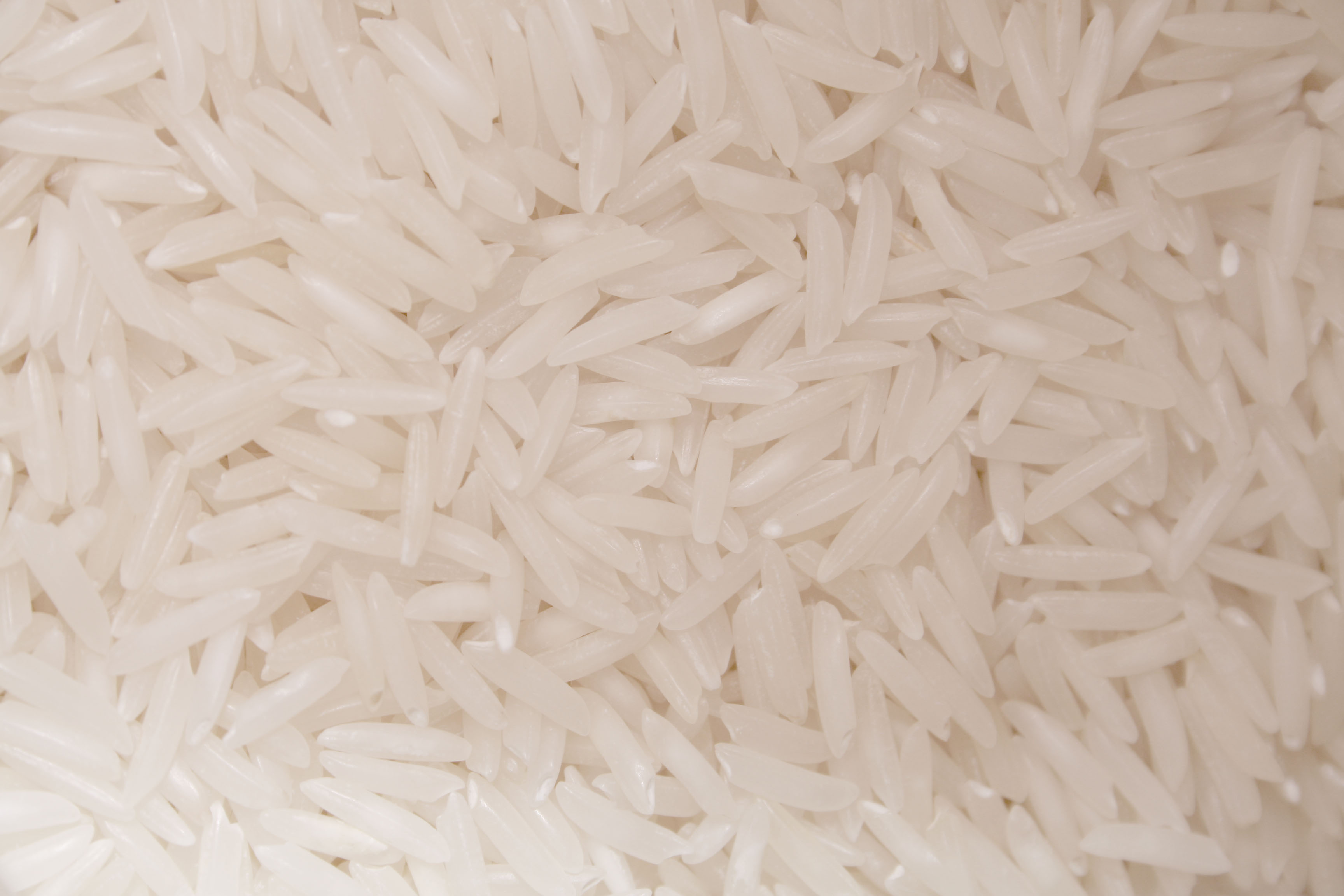
Довгі зерна рису

Рисова каша — каша з рису. Для приготування страви, рис варять у воді, поки він не розм'якне. Існує спеціальне пристосування для приготування рису — рисоварка. Рис є найдавнішою злаковою культурою, що має унікальні живильні й корисні властивості. У східних країнах рис — головний і обов'язковий атрибут кожної страви й кожного прийому їжі.

## Різновиди
Крупи рису нараховують більше сотні сортів, що природним чином позначається на способах його приготування. Одна з найважливіших особливостей рису — це його смак. Смак рису абсолютно нейтральний. Це дає можливість кухареві надавати стравам такий відтінок, який він вважає за потрібне.
Рисову кашу з молоком готують у всьому світі різними способами та з безліччю інгредієнтів (бананами, горіхами, імбирем, шоколадом, маком, шафраном, фісташками та інше).
Якщо рисову кашу варити на воді, то її можна використовувати для начинки для пирогів і гарніру для різних страв.
Зварений на пару рис зберігає більшу частину своїх корисних і поживних речовин.

## Рисова каша у різних країнах
На Заході її зазвичай називають рисовим пудингом і готують як десерт, додаючи корицю та родзинки. У країнах Азії, де рис є основним продуктом харчування, вона також досить поширена і називається приблизно як «солодка рисова каша». Рисовий пудинг особливо популярний в Англії, де його частіше запікають у духовці.
Що стосується української кухні, то окрім класичного рецепту рисової каші на молоці, частіше за все її готують з гарбузом, яблуками і сухофруктами. Нині у вік комбайнів [коли?] набирає популярності приготування страв у мультиварках і рисова каша не є винятком серед них.
Китайці вживають сильно розварену рисову кашу на воді (кит.: 粥; zhōu; чжоу) є популярною стравою для сніданку в Китаї. Вона готується без цукру, і її часто їдять з чим-небудь солоним, наприклад, квашеною капустою або редькою, або «тисячолітніми яйцями».
В Індії подають десерт із сильно розвареної рисової каші на молоці (гінді खीर; кхир), що нагадує згущене молоко.

## Переваги
У рисі, а, отже, і в її каші втримується велика кількість необхідних для організму людини корисних мінералів і мікроелементів: фосфор, марганець, селен, цинк, калій, залізо, кальцій. Також вона багата вітамінами груп Е, В, РР.
Мабуть, найголовніша перевага рисової каші в тому, що вона є лідером за вмістом складних вуглеводів, які накопичуються у м'язах і забезпечують людині довготривалий приплив енергії.
Ще однією корисною властивістю рисової каші є те, що, потрапляючи до організму, вона здатна абсорбувати непотрібні й шкідливі для людини речовини, що надходять з іншою їжею. Ці абсорбційні властивості рисової каші успішно використовуються для ефективного виведення токсинів і шлаків. Саме тому дієтологи рекомендують уживати її під час різних дієт.
Після перенесення організмом різних важких захворювань або тривалого голодування, підняти й відновити апетит допоможе рисова каша. До того ж, дієтологи й лікарі рекомендують уживати кашу із цієї злакової культури для нормалізації сну, посилення лактації у годуючих матерів, усунення неприємного запаху з ротової порожнини.
Виняткову користь рисова каша несе людям із проблемами ниркової недостатності й серцево-судинної системи: рис не тільки не містить у собі різні солі, але й добре виводить їх з людського організму.
Часто прихильники народної медицини застосовують рисову кашу при отруєннях неякісними продуктами харчування й наявності високої температури.

## Рецепти

### Рисова каша на молоці
Інгредієнти: рис (1 ст.), молоко кімнатної температури (2 ст.), вода (2 ст.), сіль (за смаком), цукор (за смаком).
Спосіб приготування:
- Перебрати рис і промити його, якщо це необхідно.
- Поставити рис варитися у воді на невеликому вогні.
- Після того, як випарується вода і розвариться рис, потрібно залити молоко кімнатної температури (якщо молоко буде холодним, воно згорнеться).
- Посолити і додати цукру за смаком.
- Накрити кришкою і варити 15-20 хвилин.
- Можна додати шматочок вершкового масла просто в каструлю або в тарілку після готовності.

### Рисова каша на воді
Інгредієнти: рис (1 ст.), вода (2 ст.), сіль (0,5 чайної ложки).
Спосіб приготування:
- Промити рис і засипати його до каструлі.
- Залити рис холодною водою і додати солі.
- Довести до кипіння й кип'ятити з відкритою кришкою доти, доки майже вся вода не википить.
- Закрити кришку і зменшити вогонь.
- Кришку слід накрити ганчіркою, для того щоб усмоктувався пар.
- Варити до готовності, не відкриваючи.
- Рис повинен вийти розсипчастим.

### Рисовий пудинг
Інгредієнти: рисова каша (2 порції), яйця (2 шт.), тростинний цукор (1-2 ст. ложки), ванільний цукор (за смаком), коньяк (1 ст. ложка), заздалегідь обмочені й обсушені родзинки (1 жменю), мигдаль (5 шт.), нектарин (1 шт.), вершкове масло.
Спосіб приготування:
Для цього рецепту потрібна зварена на молоці або на воді каша. Вона повинна бути не дуже рідкою.
- Добре остудити кашу в холодильнику.
- Вилити в кашу яйця і добре перемішати.
- Додати цукру і добре розмішати.
- Додати коньяку.
- Викласти родзинки.
- Подрібніти мигдаль і додати до маси.
- Нарізати нектарин і викласти його невеликими шматочками до маси.
- Змазати вершковим маслом вогнетривкі формочки для приготування.
- Викласти пудинг у форми.
- Покласти зверху трохи вершкового масла.
- Поставити у духовку.
- Запікати при 200 градусах близько 30 хвилин.